# Пац, Михаил Казимир
Михаи́л Казими́р Пац (пол. Michał Kazimierz Pac; ок. 1624 — 4 апреля 1682, Вака под Вильной) — полководец, польный гетман литовский в 1663—1667 и великий гетман литовский в 1667—1682 годах; двоюродный брат великого канцлера литовского Христофора Паца.

## Биография

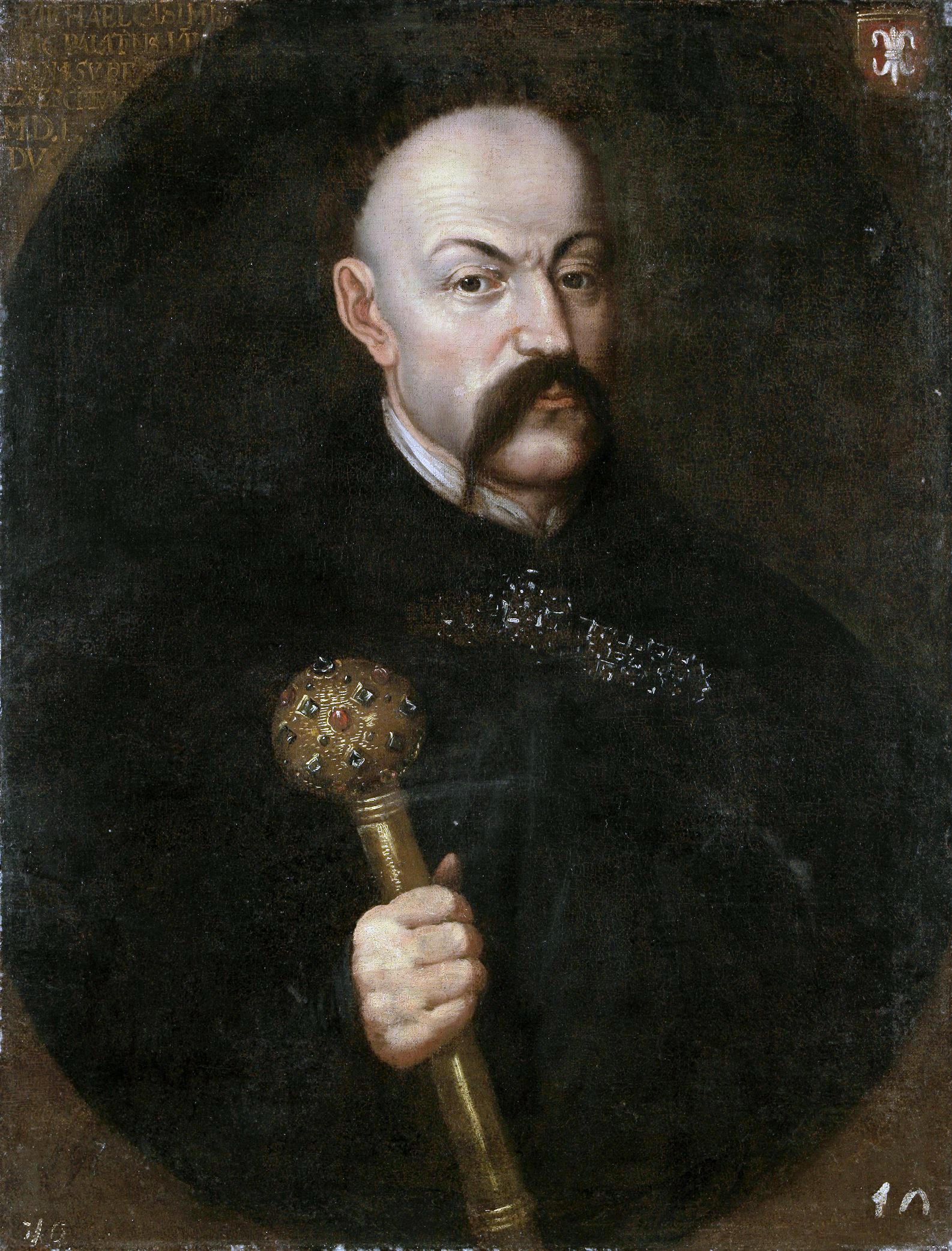
Портрет Михаила Казимира Паца

Представитель литовского магнатского рода Пацов герба «Гоздава». Сын подскарбия надворного литовского и воеводы трокского Петра Паца (ок. 1570—1642) и Гальшы (Эльжбеты) Шемет (ум. 1652), дочери каштеляна смоленского Вацлава Шемета. Полковник (1658), великий чашник литовский (1659), затем обозный великий литовский и региментарь коронных войск, виленский каштелян с 1667 года, воевода смоленский и польный гетман литовский (1663—1667), великий гетман литовский (1667—1682) и одновременно виленский воевода (1669—1682).
Во время шведского потопа сражался в Курляндии со шведами и разбил их. Затем в ходе русско-польской войны (1654—1667) противостоял русским войскам в Литве, в том числе в 1654 году принял участие в битве под Шкловом. В 1661 году взял Вильно, бывший до этого 6 лет под властью России.
Став виленским воеводой, обрёл большое политическое влияние в Речи Посполитой. Ввёл в статут войска правила военной дисциплины и правила военных судов. В 1664 году возглавлял литовское войско в зимнем походе против Русского государства. Безуспешно осаждал Рославль и Брянск, затем присоединился к армии короля Яна II Казимира на Северщине, потерпевшей полную катастрофу.
После отречения от трона Яна II Казимира в 1668 году сначала поддержал профранцузскую партию, затем примкнул к сторонникам Михаила Корибута Вишневецкого. В 1672 году пытался перетянуть на свою сторону гетмана правобережной Малороссии Пётр Дорошенко, задабривая его всяческими дарами и убеждая не воевать с левобережным гетманом Демьяном Многогрешным, так как это могло привести к новой войне с Россией, под защитой которой находилась правобережная Украйна.
Дорошенко желал объединить Приднепровье под своей властью и упрямился до тех пор, пока его союзник Нуреддин не ушёл в Крым. Тем временем запорожцы пленили другого союзника Дорошенко Тинмамбета-мурзу. Дорошенко на время приутих и запросил помощи у турок. Весной 1672 года они вторглись в Малороссию и захватили самую мощную Каменецкую крепость. В это время Пац начал искать защиты у русского царя Алексея Михайловича.

## Между Турцией и Россией
По подписанному с османами в 1672 году в Бучаче миру Речь Посполитая лишилась Подолии, Брацлавщины и части Киевщины и должна была выплачивать огромную контрибуцию: единовременно восемьдесят тысяч ефимков, и потом ежегодную дань в двадцать две тысячи червонных. Литовцы в этих условиях стали угрожать королю Михаилу Вишневецкому, что уйдут под подданство русского царя, если он не предпримет действий для спасения конфедерации. Весной 1673 года царь Алексей Михайлович разослал письма европейским государям с предложением вступиться за Польшу. Его посланник подьячий Прокофий Богданович Возницын прибыл в Варшаву для переговоров, в ходе которых литовский князь М. Радзивилл убеждал московского гостя не верить Пацу, желающему «поссорить нашего и вашего государей». В свою очередь, Пац призывал царя поддержать его военной силой, чтобы вместе противостоять турецкому нашествию.
После смерти короля Яна-Казимира, а затем и недолго правившего Михаила Вишневецкого, Пац направил в Москву А. Константиновича, чтобы передать предложение для царевича Фёдора вступить на польский престол при условии принятия католицизма и женитьбы на вдове Михаила Вишневецкого, австрийской принцессе Элеоноре из рода Габсбургов. Однако переход в католичество для представителя русской царской династии был неприемлем, равно как и православный государь был неприемлем для польской шляхты. Поэтому переговоры о престоле закончились неудачей, и королём после победы под Хотином стал Ян Собеский.
Пац после Хотинской битвы отказался участвовать в дальнейшей войне с турками. Год спустя, когда Ян Собеский взял Бар, таким же образом отказался поддержать его в боевых действиях и с подчинёнными себе хоругвями отступил в Литву.

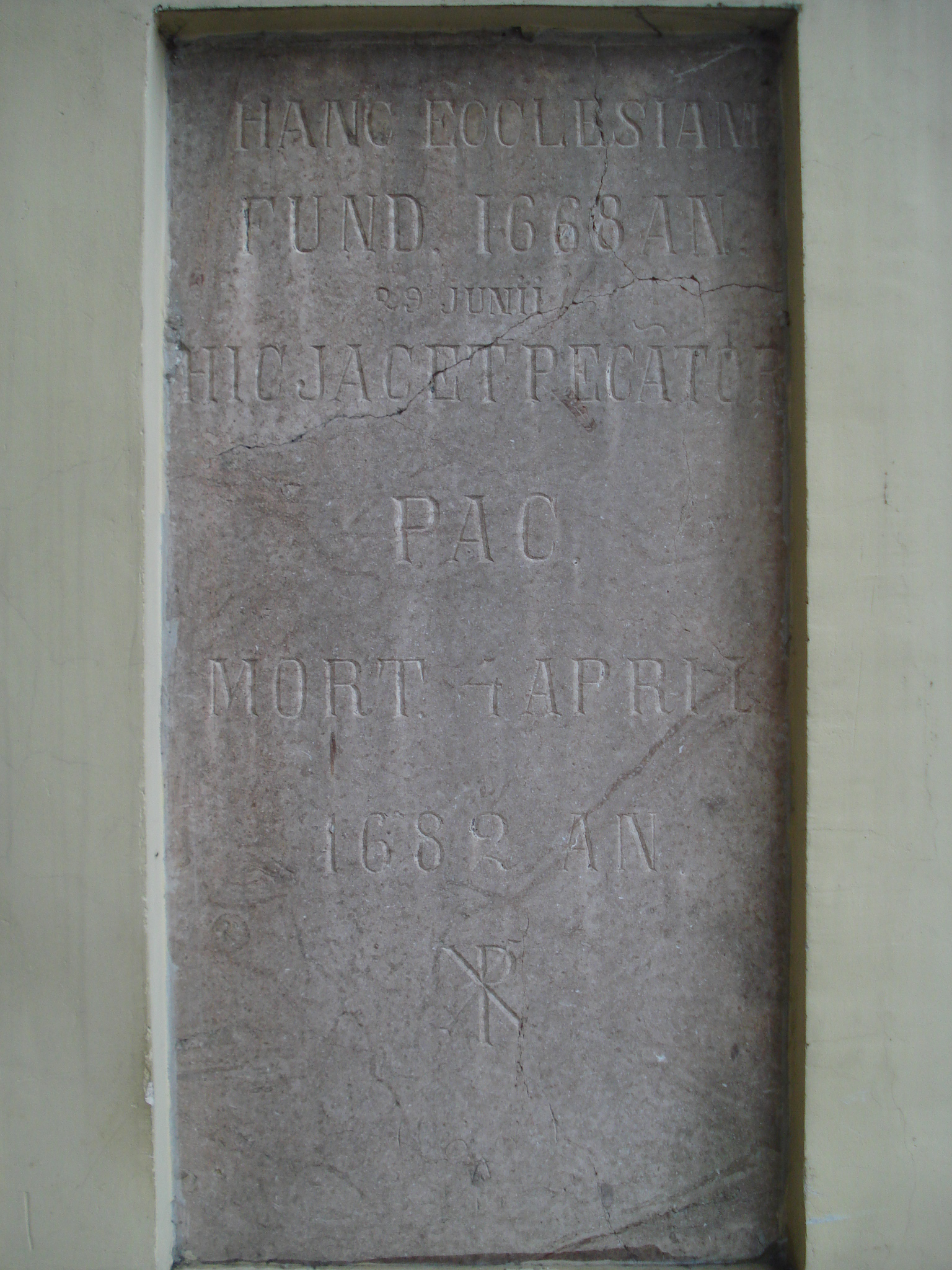
Надгробие Паца

## Фундатор костёла
Основатель костёла святых Петра и Павла в Вильне. Расположенная над входом надпись на латинском языке Regina Pacis funda nos in pace («Королева мира, укрепи нас в мире») представляет собой характерную барочную игру слов: с одной стороны, она запечатлевает родовое имя фундатора, с другой, — изнуренная тяжёлой войной страна жаждала мира, о чём и говорит молитвенное обращение к деве Марии.
Прах погребён под входом в костёл. В конце XVII века удар молнии расколол надгробную плиту. Она была вмурована в стену справа от входа; гроб гетмана был закрыт плитой без надписи.. Имя Паца носит улица в Вильнюсе на Антоколе (Антакальнис), начинающаяся рядом с костёлом (M. K. Paco gatvė).